# Persone di nome Alessandro/Nobili
| Questa pagina contiene informazioni ricavate automaticamente dalle voci biografiche con l'ausilio del template Bio e di un bot. L'aggiornamento è periodico e automatico e ricostruisce completamente la pagina. Se manca una persona in questa lista, sei pregato di non aggiungerla, ma accertati piuttosto che la sua voce biografica contenga il template Bio e che i dati anagrafici siano correttamente compilati. Se il template Bio manca, inseriscilo tu stesso o, in alternativa, metti l'avviso {{tmp\|Bio}} che ne segnala la mancanza. Se i dati riportati sono sbagliati, correggi direttamente la voce biografica; le modifiche saranno visibili in questa lista entro pochi giorni. Per chiarimenti vedi il progetto antroponimi. La lista contiene solo le 52 persone che sono citate nell'enciclopedia e per le quali è stato implementato correttamente il template Bio. Pagina aggiornata al 6 ago 2025. |

Questa è una lista di persone presenti nell'enciclopedia che hanno il nome Alessandro e sono nobili.

## A(17)
- Alessandro Alberti, nobile italiano
- Alessandro il Buono, nobile († 1432)
- Alessandro d'Assia, nobile (Darmstadt, n. 1823 - Darmstadt, † 1888)
- Alessandro di Schleswig-Holstein-Sonderburg, nobile danese (Sønderborg, n. 1573 - † 1627)
- Alessandro di Conversano, nobile normanno (n. 1070 - † 1133)
- Alessandro, nobile e militare macedone antico
- Alessandro, nobile macedone antico (Egitto)
- Alessandro del Palatinato-Zweibrücken, nobile tedesco (n. 1462 - Zweibrücken, † 1514)
- Alessandro d'Aremberg, nobile belga (Bruxelles, n. 1590 - Wesel, † 1629)
- Alessandro Benedetto Sobieski, nobile, diplomatico e religioso polacco (Danzica, n. 1677 - Roma, † 1714)
- Alessandro e Luisa Wiel, nobile italiano (n. 1917 - † 2007)
- Alessandro Győr, nobile ungherese († 1207)
- Alessandro Antelminelli, nobile, avventuriero e diplomatico italiano (Lucca, n. 1572 - Londra, † 1657)
- Alessandro Appiano, nobile italiano (Piombino, n. 1558 - Piombino, † 1589)
- Alessandro Asen, nobile bulgaro (Veliko Tărnovo)
- Alessandro Asmoneo, nobile ebreo antico († 49 a.C.)
- Alessandro di Württemberg, nobile (Riga, n. 1804 - Bayreuth, † 1881)

## B(4)
- Alessandro di Beauharnais, nobile, politico e generale francese (Fort-Royal, n. 1760 - Parigi, † 1794)
- Alessandro Bentivoglio, nobile e condottiero italiano (Bologna, n. 1474 - Milano, † 1532)
- Alessandro Bon, nobile (Venezia, n. 1514 - Venezia, † 1566)
- Alessandro Bruti Liberati, nobile italiano (Ripatransone, n. 1844 - Ripatransone, † 1914)

## C(2)
- Alessandro Callimachi, nobile ottomano (n. 1800 - Parigi, † 1876)
- Alessandro Carli, nobile e letterato italiano (Verona, n. 1740 - Verona, † 1814)

## D(7)
- Alessandro Federico di Württemberg, nobile e militare tedesco (Mömpelgard, n. 1771 - Gotha, † 1833)
- Alessandro Leopoldo d'Asburgo-Lorena, nobile italiano (Villa di Poggio Imperiale, n. 1772 - Laxenburg, † 1795)
- Alessandro De Rosis, nobile italiano (Corigliano Calabro, n. 1846)
- Alessandro Durini, nobile e pittore italiano (Milano, n. 1818 - Milano, † 1892)
- Alessandro di Mensdorff, nobile, generale e politico austriaco (Coburgo, n. 1813 - Praga, † 1871)
- Alessandro di Orange-Nassau, nobile (Palazzo Soestdijk, n. 1818 - Funchal, † 1848)
- Alessandro Carlo di Anhalt-Bernburg, nobile (Ballenstedt, n. 1805 - Hoym, † 1863)

## E(1)
- Alessandro d'Este, nobile (Reggio Emilia, n. 1505 - † 1505)

## G(5)
- Alessandro I Gonzaga, nobile italiano (n. 1496 - Napoli, † 1530)
- Alessandro Gonzaga, nobile (Mantova, n. 1427 - Mantova, † 1466)
- Alessandro II Gonzaga, nobile italiano (Novellara, n. 1611 - Novellara, † 1644)
- Alessandro Gonzaga, nobile e politico italiano (n. 1570 - † 1625)
- Alessandro Guidi di Romena, nobile († 1303)

## M(2)
- Alessandro Mariotti, nobile, avvocato e politico italiano (Fano, n. 1876 - Roma, † 1952)
- Alessandro Mountbatten, nobile (Windsor, n. 1886 - Kensington Palace, † 1960)

## O(1)
- Alessandro Maria Orsini, nobile e militare italiano (n. 1611 - Rieti, † 1692)

## P(4)
- Abate Pico della Mirandola, nobile e politico italiano (Bologna, n. 1705 - Madrid, † 1787)
- Alessandro II Pico della Mirandola, nobile e militare italiano (Mirandola, n. 1631 - Concordia sulla Secchia, † 1691)
- Alessandro I Pico della Mirandola, nobile e militare italiano (Mirandola, n. 1566 - Mirandola, † 1637)
- Alessandro Pio di Savoia, nobile italiano (n. 1487 - Sassuolo, † 1517)

## R(1)
- Alessandro Ruspoli, IX principe di Cerveteri, nobile, socialite e attore italiano (Roma, n. 1924 - Roma, † 2005)

## S(6)
- Alessandro II Sanvitale, nobile italiano (Fontanellato - Parma, † 1646)
- Alessandro III Sanvitale, nobile e mecenate italiano (Fontanellato, n. 1645 - Fontanellato, † 1727)
- Alessandro IV Sanvitale, nobile italiano (Parma, n. 1731 - Parma, † 1804)
- Alessandro Serbelloni, V duca di San Gabrio, nobile italiano (Milano, n. 1745 - Milano, † 1826)
- Alessandro Vincenzo Siciliano, nobile e imprenditore italiano (San Nicola Arcella, n. 1860 - Rio de Janeiro, † 1923)
- Alessandro Simeoni da Carnasciale, nobile e condottiero italiano (Carassai - Fermo, † 1520)

## T(2)
- Alessandro Torlonia, nobile italiano (Roma, n. 1911 - Roma, † 1986)
- Alessandro Teodoro Trivulzio, nobile e politico italiano (Milano, n. 1694 - Milano, † 1763)